# گذردر
گذردر، روستایی از توابع بخش خنداب شهرستان اراک در استان مرکزی ایران است.  

## مردم
مردم این روستا لر می باشند.

## جمعیت
این روستا در جوار دهستان سنگ سفید  قرار دارد و براساس سرشماری مرکز آمار ایران در سال ۱۳۹۵، جمعیت آن ۱۹۶ نفر (۷۳خانوار) بوده‌است.